# Skákfélag Selfoss og nágrennis
Skákfélag Selfoss og nágrennis (SSON) – islandzki klub szachowy z siedzibą w Selfoss.

## Historia
Klub został założony w 1989 roku. W 2005 roku zespół awansował do 1. deild, jednak od 2006 roku nie grał już na najwyższym poziomie rozgrywkowym. W 2009 roku zespół spadł do 3. deild, rok później wrócił na drugi poziom, a w 2011 roku ponownie spadł. W 2015 roku SSON na jeden sezon powrócił do drugiej ligi. W sezonie 2016/2017 klub uzyskał awans do 2. deild, natomiast w 2019 roku awansował do pierwszej ligi. W sezonie 2019/2021 zespół uzyskał wówczas wicemistrzostwo kraju, ulegając jedynie Víkingaklúbburinn. W składzie drużyny znajdowali się wówczas m.in. Aleksandr Donczenko, Michaił Antipow, Anton Diemczenko, Henrik Danielsen, Bragi Þorfinnsson i Dagur Arngrimsson. Następnie klub wziął udział w Pucharze Europy. Islandzki zespół wygrał wówczas z Alingsås SS, Bærum SS, Stockholms SS, KPRF Moskwa i ŠK Prilep, a przegrał z Miednym Wsadnikiem Petersburg i Køge SK. W klasyfikacji końcowej rozgrywek SSON zajął piątą pozycję. W sezonie 2021/2022 klub przystąpił do rozgrywek drugiej ligi islandzkiej, natomiast w sezonie 2022/2023 rywalizował w trzeciej lidze. SSON zajął wówczas przedostatnie miejsce i spadł ligę niżej. W 2024 roku klub awansował do 3. deild.